# Štirikratna zasteklitev
Štirikratna zasteklitev ( štirislojna izolacijska zasteklitev ) je vrsta toplotno izolacijske zasteklitve, ki v steklopaketu obsega štiri steklene plošče, ki so praviloma opremljene z nizkoemisijsko prevleko in izolacijskim plinom v prostorih med steklenimi ploščami. Štirikratna zasteklitev je podskupina večkratnih ( večslojnih ) sistemov zasteklitve. Komercialne zasteklitve z do šest stekli so na voljo v prodaji.  Večkratna zasteklitev izboljša udobje, zmanjša tekoče stroške in zmanjša emisije toplogrednih plinov, preko zmanjšanja potrebe po ogrevanju in hlajenju. Različne države ali pokrajine določajo različne ravni energetske učinkovitosti. Za doseganje želene ravni energetske učinkovitosti v arktičnih regijah  ali za omogočanje višjih deležev zasteklitve v obešenih fasadah, ne da bi se povečale zimske toplotne izgube, bodo potrebne štirikratne zasteklitve. Štirikratna zasteklitev omogoča zasnovo zasteklitve brez moduliranega zunanjega senčenja, saj variabilni sončni dobitek ne zagotavlja več izboljšanja energetske učinkovitosti pri nizki toplotni prehodnosti, ki se doseže s štirikratno ali drugo večkratno zasteklitvijo. Številne stavbe v nordijskih državah, zgrajene s starajočo se trojno zasteklitvijo ( npr. na Norveškem so trojno zasteklitev vgrajevali že pred 60 leti ), potrebujejo prenovo, pri čemer je večkratna zasteklitev prva izbira  .

## Stroškovna učinkovitost
Štirikratna zasteklitev (QGU) se je izkazala kot stroškovno učinkovita rešitev v podnebjih z višjo potrebo po ogrevanju. V primerjavi s trojno zasteklitvijo (TGU) bistveno zmanjša dovedeno energijo za ogrevanje, ob le rahlem povečanju potrebe po hlajenju. 
Stroškovna učinkovitost je odvisna od lokalne klime in cen elektrike. V regijah z višjimi ogrevalnimi stopnjami (izraženimi v HDD) se QGU pogosto poplača v manj kot desetih letih. Tudi v zmernejših podnebjih je stroškovna upravičenost mogoča, še posebej ob višjih cenah elektrike ali strožjih energetskih standardih.
Zaradi nižje konične potrebe po ogrevanju je mogoče opustiti klasične ogrevalne sisteme in jih nadomestiti z integriranimi rešitvami v sistemu prezračevanja.
Poleg zmanjšanja letnih toplotnih izgub QGU pomembno prispeva k zmanjšanju potrebe po sezonskem shranjevanju energije, kar je ključni izziv pri prehodu na nizkoogljično gradnjo. Zaradi teh lastnosti se QGU pogosto navaja kot stroškovno optimalna rešitev za skoraj ničenergijske in ničemisijske stavbe.

## Posebnosti zastekljenih zgradb z ultra nizko U-vrednostjo
S štirikratno zasteklitvijo je U-vrednost (Ug) 0,33 W/(m2K) zlahka dosegljiva . S šestkratno zasteklitvijo pa Ug vrednost od 0,24 W/(m2K). Z nizko U-vrednostjo nastanejo nove možnosti.
Energijsko učinkovite stavbe brez moduliranega senčenja. Da bi prihranili stroške, je mogoče s toplotno prehodnostjo oken (Uw), nižjo od približno 0,4 W/(m2K) opustiti sicer običajno modulirano zunanje senčenje ( npr. žaluzije ). Dokazano je bilo, da pri tako nizkih okenskih Uw-vrednostih, zasteklitev z zmernimi sončnimi dobitki ( zmerno g vrednostjo ) deluje primerljivo z zasteklitvijo primerljive U-vrednosti z moduliranim zunanjim senčenjem in velikim koeficientom sončnih dobitkov, g . To je zato, ker se z izboljšanimi U-vrednostmi potreba po ogrevanju stavbe zmanjšuje in posledično pridobivanje sončne toplote skozi okna izgubi velik del svoje uporabnosti.
Sezonska odvisnost sončnih dobitkov. Zaradi od vpadnega kota odvisnih Fresnelovih odbojev, se tudi toplotno-optične značilnosti večkratne zasteklitve tudi sezonsko spreminjajo. Ker se elevacija sonca skozi leto spreminja, je efektivni sončni dobitek poleti bistveno manjši kot pozimi . Učinek je do neke mere viden tudi s prostim očesom.
Udobje bivanja. Omejeni vizualni stik z okolico ter bivanje in delo z minimalno dnevno svetlobo so pogosto posledica moduliranega senčenja. Večkratna zasteklitev ponuja neprekinjen stik z okolico. Nizka U-vrednost omogoča preprosto vzdrževanje temperature znotraj stavbe na želeni ravni skozi vse leto. Poleg naštetega se v bližini panoramske zasteklitve ustvari cona brez značilnega zimskega hladnega vleka .

Skoraj nič ogrevana stavba. Že leta 1995 je bilo napovedano, da bo z U-vrednostjo zasteklitve 0,3 W/(m2K) mogoče zgraditi nič-ogrevano stavbo. Prav tako se je nedavno pokazalo, da se lahko pri zastekljenih stavbah s sistemskimi U-vrednostmi zasteklitve od 0,3 W/(m2K) potreba po ogrevanju zmanjša na skoraj nič. Preostale potrebe po hlajenju je mogoče ugodno sinhronizirati s sončnim sevanjem, kjer največja fotonapetostna proizvodnja skoraj sovpada z največjo močjo, potrebno za hlajenje ali mehansko zračenje. Na ta način stavba ne bi potrebovala zimske fosilne rezerve in ne bi potrebovala sezonske hrambe energije.

## Dimenzioniranje multiplih zasteklitev
Štirikratna ali večkratna zasteklitev je pogosto zasnovana s tanjšimi vmesnimi stekli, da se prihrani na teži . Da se na vmesnih steklih preprečijo razpoke zaradi temperaturnih napetosti, je včasih treba uporabiti kaljeno steklo . Pri izvedbah z več kot tremi stekli je treba biti še posebej previden pri temperaturi distančnika in tesnilne mase  saj lahko vmesne steklene plošče v stiku s temi sestavnimi deli zaradi segrevanja s sončnim sevanjem zlahka presežejo dopustne temperature materialov. Sončno-sevalno segrevanje vmesnih steklenih plošč se znatno poveča s povečanim številom steklenih plošč  . Večkratne zasteklitve je treba skrbno načrtovati glede na klimatske obremenitve, ki so večje z naraščajočimi temperaturami v notranjosti steklopaketa. Lahko se uporabijo posebni ukrepi za obvladovanje učinka izbočenja stekla , ki nastane zaradi segrevanja in raztezanja izolacijskega plina.  Za izračun ustrezne trdnosti steklenih plošč se pogosto uporablja metoda končnih elementov.